# Taser

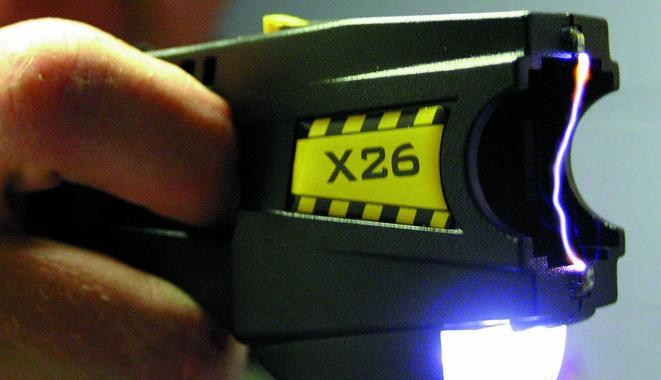
Um dispositivo TASER, com cartucho removido, fazendo uma faísca elétrica entre seus dois eletrodos

Um taser é uma arma de eletrochoque usada para incapacitar temporariamente os alvos, permitindo que eles sejam abordados e manuseados de maneira segura e sem resistência produzida pela Axon.
As "Tasers", como são conhecidas, apesar de possuírem um funcionamento básico comum em relação ao padrão das armas de eletrochoque, tem como diferencial a emissão dos pulsos elétricos em uma frequência específica.

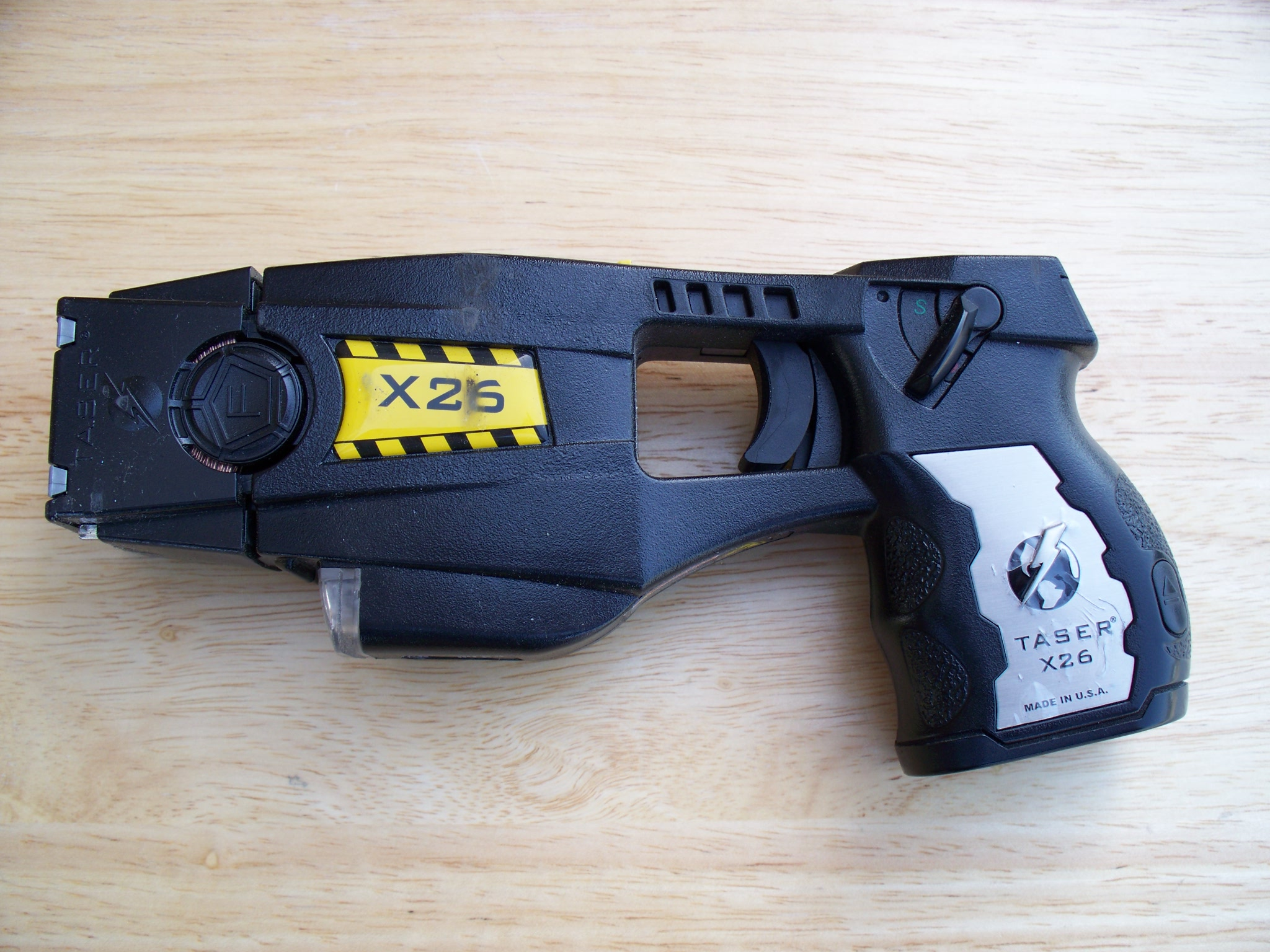
Dispositivo X26 TASER com cartucho instalado

Tais pulsos são denominados "Ondas T", e como característica provocam uma interferência no sistema nervoso que, sem afetar os comandos dos músculos involuntários (coração, pulmões), consegue promover a contração ou estiramento dos demais músculos, com reflexo diretamente proporcional à massa muscular. Desta forma, o alvo perde o controle sobre os membros e cai, ficando imobilizado durante a ação do equipamento, que é ajustado para 5 segundos. Apesar desse temporizador, o usuário pode abreviar o disparo, ou prolongá-lo enquanto tiver carga no equipamento para tal.
O sistema só é eficiente para esta função quando os pulsos são aplicados com uma boa distância entre os polos elétricos, sendo que tal é conseguido através da propulsão de dois eletrodos de carga ligados ao equipamento por dois fios.

## Funções
Um dispositivo TASER dispara dois pequenos eletrodos em forma de dardos, que permanecem conectados à unidade principal por um fino isolado fio de cobre enquanto são impulsionados por pequenas comprimido carga de nitrogênio. O cartucho contém um par de eletrodos e propelente para uma única injeção e é substituído após cada uso. Depois de disparadas, as sondas viajam a 180 pés (55 m) por segundo, espalham 12 polegadas (300 mm) de distância para cada 7 pés (2,1 m) que viajam e devem pousar pelo menos 4 polegadas (100 mm) de distância uma da outra para complete o circuito e canalize um pulso elétrico para o corpo da pessoa-alvo.
Um dispositivo TASER pode fornecer um benefício de segurança para policiais. O uso de um dispositivo TASER tem um alcance maior de implantação do que bastões , spray de pimenta ou técnicas de mãos vazias. Isso permite que a polícia mantenha uma distância maior. Um estudo de 2008 de incidentes de uso da força pelo Serviço de Polícia de Calgary conduzido pelo Centro de Pesquisa da Polícia Canadense descobriu que o uso do dispositivo TASER resultou em menos ferimentos do que o uso de cassetetes ou técnicas de mãos vazias. O estudo descobriu que apenas o spray de pimenta era uma opção de intervenção mais segura.

## Letalidade

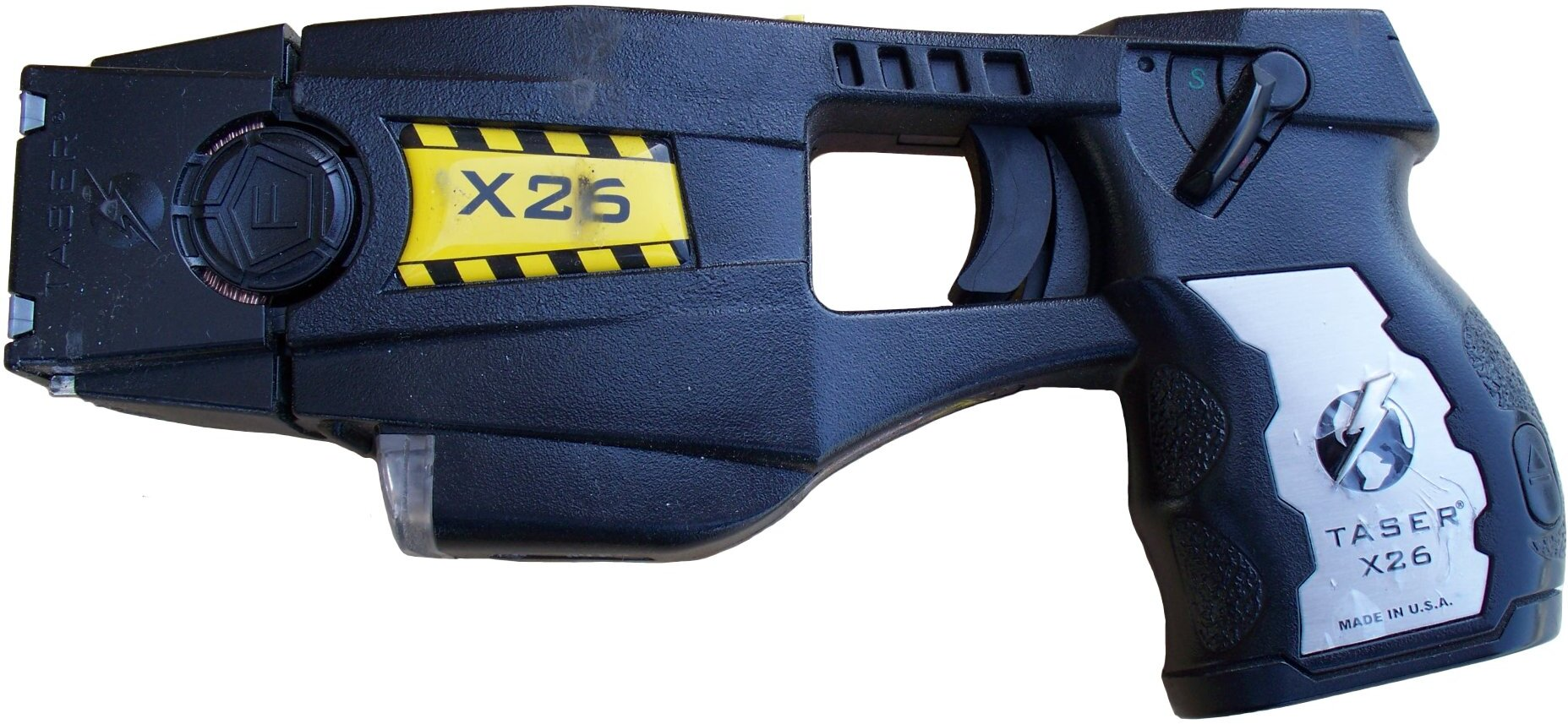
Ilustração.

Como acontece com todas as armas menos letais, o uso do sistema TASER nunca é isento de riscos. Projéteis de metal pontiagudo e eletricidade estão em uso, portanto, o uso indevido ou abuso da arma aumenta a probabilidade de ocorrência de ferimentos graves ou morte. Além disso, o fabricante identificou outros fatores de risco que podem aumentar os riscos de uso. Crianças, mulheres grávidas, idosos e indivíduos muito magros são considerados de maior risco. Pessoas com problemas médicos conhecidos, como doenças cardíacas, histórico de convulsões ou portadores de marca-passo, também correm maior risco. Axon também avisa que a exposição repetida, prolongada ou contínua à arma não é segura. Por conta disso, o Fórum de Pesquisa Executiva de Polícia afirma que a exposição total não deve ultrapassar 15 segundos.

## No Brasil
A Polícia do Senado Federal foi a primeira Polícia da América Latina a utilizar equipamento não-letal Taser M26 e X26, bastante adequado ao tipo de trabalho que executam, principalmente face aos locais com grande circulação de autoridades e visitantes, especialmente estudantes do Distrito Federal e região do Entorno.
A aquisição foi fruto do projeto 11 de 2005, do Serviço de Treinamento e Logística da Polícia do Senado Federal.